# زادونسک
شهر زادونسک (به روسی: Задонск) در کشور روسیه و در اوبلاست لیپتسک واقع شده‌است.